# Liste der Monuments historiques in Acy-Romance
Die Liste der Monuments historiques in Acy-Romance führt die Monuments historiques in der französischen Gemeinde Acy-Romance auf.

## Liste der Objekte
| Bezeichnung                                           | Beschreibung                                                                                             | Standort                       | Kennzeichnung | Schutzstatus | Datum | Bild |
| ----------------------------------------------------- | --- | ------------------------------ | ------------- | ------------ | ----- | ---- |
| Grabstein für Louis de Boutillac und Louise de Mailly | Marmor, bezeichnet 1662                                                                                  | in der Kirche St-Pierre (Lage) | PM08000002    | Classé       | 1911  |      |
| Kapitelle (1)                                         | ehemals an einem Pfeiler im Chorraum; Stein, 13. Jahrhundert; im Musée du Rethelois in Rethel deponiert  | in der Kirche St-Pierre (Lage) | PM08000009    | Classé       | 1925  |      |
| Epitaph für Etienne-Jean-Joseph de Maugres            | Stein, bezeichnet 1733                                                                                   | in der Kirche St-Pierre (Lage) | PM08000004    | Classé       | 1925  |      |
| Grabstein für Hubert de Boutillac                     | Stein, bezeichnet 1511                                                                                   | in der Kirche St-Pierre (Lage) | PM08000001    | Classé       | 1908  |      |
| Kapitelle (2)                                         | von einer Doppelsäule; Stein, 13. Jahrhundert; im Musée du Rethelois in Rethel deponiert                 | in der Kirche St-Pierre (Lage) | PM08000006    | Classé       | 1925  |      |
| Kapitelle (3)                                         | ehemals am Südwestpfeiler der Vierung; Stein, 13. Jahrhundert; im Musée du Rethelois in Rethel deponiert | in der Kirche St-Pierre (Lage) | PM08000007    | Classé       | 1925  |      |
| Kapitell                                              | Stein, 13. Jahrhundert; im Musée du Rethelois in Rethel deponiert                                        | in der Kirche St-Pierre (Lage) | PM08000005    | Classé       | 1925  |      |
| Grabstein für Etienne-Jean-Joseph de Maugres          | Stein, bezeichnet 1733                                                                                   | in der Kirche St-Pierre (Lage) | PM08000003    | Classé       | 1925  |      |
| Kapitelle (4)                                         | ehemals am Südostpfeiler der Vierung; Stein, 13. Jahrhundert; im Musée du Rethelois in Rethel deponiert  | in der Kirche St-Pierre (Lage) | PM08000008    | Classé       | 1925  |      |
| Vier Kapitelle                                        | ehemals an der Südwand des Chorraums; Stein, 13. Jahrhundert; im Musée du Rethelois in Rethel deponiert  | in der Kirche St-Pierre (Lage) | PM08000010    | Classé       | 1925  |      |